# Campionat de França de rugbi a 15 femení
El campionat femení de França de rugbi, és una competició anual que enfronta als millors clubs de rugbi professional a França. Fundada el 1971, va guanyar per l'ASVEL.
Pel que fa als homes, el club més reeixit a Toulouse: Aquest és el Tolosa Femina Esports desaparegut, amb 9 temes dels campions de França el 1975, 1976, 1977, 1978, 1979, 1980, 1982, 1984 i 1985.
El campió defensor és l'USAP de Perpinyà.

## Història
Els deu equips participants:
- AS Bayonnaise
- AC Bobigny 93 rugby (promu)
- Ovalie Caennaise
- Lille Métropole RC Villeneuvois
- Rugby Club Lonsois
- Montpellier RC (finaliste)
- Stade Rennais Rugby
- Saint-Orens rugby féminin (champion Challenge-Armelle Auclair, promu)
- Rugby Sassenage Isère
- USAP XV Féminin (campió)